# 横山文博
横山 文博（よこやま ふみひろ、1950年 - ）は、日本の防衛官僚。初代防衛省装備施設本部本部長。

## 人物・経歴
香川県出身。大阪府立北野高等学校を経て、1974年関西学院大学法学部卒業。1975年防衛庁入庁、長官官房総務課配属。1975年5月人事教育局人事第一課。1980年防衛局運用第一課部員。1991年資源エネルギー庁石油部備蓄課長。1993年経理局施設課長。1995年人事局厚生課長。1997年運用局運用企画課長。1999年防衛庁装備局管理課長。2000年防衛庁長官官房防衛審議官。2002年防衛医科大学校副校長。2004年防衛参事官。2005年防衛庁管理局長。2007年防衛省装備施設本部長。2008年1月退官。退官後、野村総合研究所理事を務めた。

## 略歴
- 1975年防衛庁入庁、長官官房総務課
- 1975年5月  人事教育局人事第一課
- 1976年5月  長官官房総務課
- 1978年4月  資源エネルギー庁長官官房総務課
- 1980年  防衛局運用第一課部員
- 1982年  人事教育局人事第一課部員
- 1984年4月  長官官房総務課部員
- 1985年4月  防衛局防衛課年度班部員
- 1986年6月  防衛局防衛課年度班長
- 1988年5月  防衛局防衛課部員
- 1989年4月  経理局会計課予算・決算班部員
- 1989年6月  経理局会計課
- 1990年  長官官房企画官(兼)経理局会計課予算・決算班長
- 1991年  資源エネルギー庁石油部備蓄課長
- 1993年  経理局施設課長
- 1995年  人事局厚生課長
- 1997年  運用局運用企画課長
- 1999年  防衛庁装備局管理課長
- 2000年  防衛庁長官官房防衛審議官
- 2002年  防衛医科大学校副校長
- 2004年  防衛参事官
- 2005年  防衛庁管理局長
- 2007年  防衛省装備施設本部長
- 2008年1月退官

## その他
- 同期には増田好平（防衛事務次官）、地引良幸（地方協力局長、日大法）、落合義治（大阪防衛施設局長）、土屋龍司（札幌防衛施設局長）などがいる。
- 守屋武昌の側近として知られ、山田洋行事件の際には守屋4人組（他の3人は河村延樹防衛政策課長、金沢博範防衛政策局長、門間大吉審議官）として名が挙がった。